# Saga Gassia Kouara
Saga Gassia Kouara (auch: Saga Gassia Kwara, Saga Gassiya) ist ein Stadtviertel (französisch: quartier) im Arrondissement Niamey IV der Stadt Niamey in Niger.

## Geographie
Saga Gassia Kouara liegt im Süden des urbanen Gemeindegebiets von Niamey am Fluss Niger. Das Stadtviertel ist Teil des historischen Zentrums der Ortschaft Saga.

## Geschichte
Saga Gassia Kouara wurde der lokalen Chronik zufolge Ende des 16. Jahrhunderts als eines der vier ältesten Viertel von Saga gegründet. Die drei anderen sind Saga Fondobon, Saga Goungou und Saga Sambou Koira. Als Gründer von Saga Gassia Kouara gilt Gassia Moussa, ein Sohn des Gründers von Saga, Moussa Zarmakoye.

## Bevölkerung
Bei der Volkszählung 2012 hatte Saga Gassia Kouara 6664 Einwohner, die in 1067 Haushalten lebten. Bei der Volkszählung 2001 betrug die Einwohnerzahl 2172 in 336 Haushalten und bei der Volkszählung 1988 belief sich die Einwohnerzahl auf 3286 in 428 Haushalten.